# Dendrothrix
Dendrothrix es un género de plantas con flores perteneciente a la familia Euphorbiaceae. Es originario del norte de Brasil y Venezuela.

## Taxonomía
El género fue descrito por Hans-Joachim Esser y publicado en Novon 3(3): 245. 1993.

## Especies aceptadas
A continuación se brinda un listado de las especies del género Dendrothrix aceptadas hasta octubre de 2012, ordenadas alfabéticamente. Para cada una se indica el nombre binomial seguido del autor, abreviado según las convenciones y usos.
- Dendrothrix multiglandulosa Esser
- Dendrothrix wurdackii Esser
- Dendrothrix yutajensis (Jabl.) Esser